# Russisk intervention i Syrien 2015
Den 30. september 2015 godkendte det russiske føderationsråd enstemmigt et forslag fra Ruslands præsident Vladimir Putin om militær intervention i Syrien. Baggrunden var, at Syriens regering havde anmodet Rusland om militær bistand. Samme dag bombede Ruslands luftvåben for første gang militære mål i Syrien. Rusland etablerede i 2015 en luftbase i Syrien, Khmejmim Air Base, nær den nordvestsyriske kystby Latakia. Basen udgør sammen med flådebasen i Tartus grundlaget for Ruslands fysiske tilstedeværelse i Syrien, og der er siden interventionen i 2015 foretaget en række militæroperationer mod syriske oprørere, herunder militante terrorister fra bl.a. Islamisk Stat og al-Qaeda.
Forud for interventionen rejste Israels premierminister Benjamin Netanyahu den 21. september 2015 til Moskva, hvor han mødtes med Putin. På mødet indgik de en aftale om fælles russisk-israelsk koordination af aktiviteter i Syrien med det formål at "undgå utilsigtede hændelser". 
Den 27. september 2015 oprettede Rusland et center i Bagdad med Syrien, Irak og Iran til udveksling af efterretninger om militante islamister landene i mellem.
Den 4. oktober 2015 meddelte også Egypten, at man støtter den russiske intervention. 
Da den syriske stat formelt set har anmodet Rusland om interventionen, er der ikke umiddelbart noget folkeretsligt problem.
Den 6. oktober 2015 meddelte Rusland, at man også vil overveje angreb i Irak, hvis landets regering anmoder om det. 
Den 7. oktober 2015 gik Ruslands flåde ind i interventionen, da fire russiske krigsskibe fra Det Kaspiske Hav affyrede i alt 22 krydsermissiler over 1500 km. ind over Iran og Irak mod mål i Syrien. 
Den 9. oktober 2015 meddelte Ruslands Forsvarsministerium, at man har dræbt mere end 300 militante, herunder to ISIL-ledere under interventionen. 
Den 17. oktober 2015 udtalte Slovakiets premierminister Robert Fico, at man støtter Ruslands intervention imod terrorister i Syrien, og at man bør inddrage Syriens præsident Bashar al-Assad i en løsning af konflikten.  Slovakiet er medlem af både EU og NATO.
Den 20. oktober 2015 var Syriens præsident Bashar al-Assad på besøg i Moskva, hvor han mødtes med Ruslands præsident Vladimir Putin. På mødet talte de om fælles strategi i kampen mod terror og demonstrerede fortsat sammenhold om situationen i Syrien. 
Den 25. oktober 2015 godkendte Iraks parlament russiske missioner i Irak. 
I december 2017 meddelte Rusland, at man har indgået en aftale med Syrien om etablering af permanent russisk militær tilstedeværelse i Syrien på luft- og flådebaser i Latakia og Tartus, som Rusland overtager suveræniteten over og udvider. Syrien skal garantere sikkerhed for baserne og russisk personel nyder diplomatisk immunitet i Syrien. Traktaten, der sikrer Rusland en luftbase i mellemøsten og flåden adgang til Middelhavet med atomfartøjer, er bindende i mindst 49 år med mulighed for automatisk forlængelse. 

## Baggrund
Ruslands baggrund for interventionen er bekæmpelse af terrorisme i Syrien og forebyggelse af terrorisme rettet imod Rusland. Rusland ser Syriens regering som den eneste legitime partner i kampen mod militante islamister i Syrien, og søger igennem samarbejde udelukkende med Syriens regering at stabilisere landet på trods af den kritik, som Syriens regering har fået under borgerkrigen.
Den 6. oktober 2015 meddelte Rusland, at man gerne vil i dialog med Den Frie Syriske Hær.  Den 24. oktober 2015 fastslog Rusland, at man er villig til at koordinere angreb på terrorister sammen med Den Frie Syriske Hær. 
Den 25. oktober 2015 foreslog Den Frie Syriske Hær at arrangere et møde i Egypten og indlede samtaler med Rusland. 
Forhandlinger blev det aldrig til og Syriens regeringsstyrker med Præsident Bashar al-Assad i spidsen er siden bragt i offensiven over alt i landet, hvorefter modparternes forhandlingsgrundlag synes svundet.

## Koordination
Udover Rusland flyver også Syrien, Israel, USA og en række lande fra en anden koalition i syrisk luftrum. Syrien, Irak, Iran og Rusland samarbejder aktivt og udveksler efterretninger på et fælles center i Bagdad, imens Rusland og Israel har en aftale om fælles koordination af deres brug af syrisk luftrum. USA måtte nøjes med en times varsel og blev fra begyndelsen af Rusland opfordret til helt at afholde sig fra syrisk luftrum.
Den 20. oktober 2015 indgik USA og Rusland en aftale, The Memorandum of Mutual Understanding between the Defense Ministries of Russia and the United States on preventing incidents and providing for aviation flights during operations in Syria, der omfatter fælles koordination i Syrien. 
Den 23. oktober 2015 indgik Rusland og Jordan en aftale om oprettelse af et informationscenter i Amman til fælles koordination. 
I november 2015 afbrød Rusland alle militære forbindelser med Tyrkiet, efter at et tyrkisk kampfly havde nedskudt et russisk Su-24 kampfly over Syrien.  Præsident Erdogan har siden beklaget uheldet og forholdet til Tyrkiet er normaliseret. 
Den 21. december 2015 indgik Rusland en aftale med Frankrig om fælles koordination i Syrien, herunder udveksling af efterretninger. 
| Land     | Efterretning | Koordination |
| -------- | ------------ | ------------ |
| Syrien   | Ja           | Ja           |
| Irak     | Ja           | Ja           |
| Iran     | Ja           | Ja           |
| Frankrig | Ja           | Ja           |
| Israel   |              | Ja           |
| Tyrkiet  | Ja           | Ja           |
| Jordan   |              | Ja           |
| USA      |              | Ja           |

## Indledende angreb
I slutningen af november 2015 havde Rusland gennemført over 8000 luftangreb. 
Alene Juleaftensdag 2015 gennemførte Rusland yderligere 200 luftangreb. 
| Dato               | Sted                                                | Mål                                                   | Resultat                          | Beskrivelse |
| ------------------ | --------------------------------------------------- | ----------------------------------------------------- | --------------------------------- | --- |
| 30. september 2015 | Homs, Hama                                          | Islamisk Stat · Den Frie Syriske Hær · Ahrar ash-Sham | 65+ dræbt                         | Rusland indleder med kraftige luftangreb mod oprørsstyrker i Homs og Hama-regionerne. Rusland beskyldes af Vesten for at ramme vestligt støttede oprørere.                |
| 1. oktober 2015    | Idlib, Hama                                         | Islamisk Stat · Jabhat al-Nusra                       | Ukendt                            | Bl.a. Islamisk Stat-tilholdssted i Hama og våbendepot i Idlib. |
| 2. oktober 2015    | Aleppo, Hama                                        | Islamisk Stat · Jabhat al-Nusra · Ahrar ash-Sham      | Ukendt                            | 18 luftangreb imod mål i bl.a. Aleppo og Hama. |
| 3. oktober 2015    | Idlib, Raqqa                                        | Islamisk Stat · Jabhat al-Nusra                       | Ukendt                            | Al-Nusra træningslejr bombet i Idlib. ISIL-depot i Raqqah bombet med KAB-500 kastet af Su-34.                                                                             |
| 4. oktober 2015    | Aleppo, Homs                                        | Islamisk Stat                                         | 20 kampvogne ødelagt nær Palmyra. | Militante kampstillinger, herunder kampvogne bombet i Homs. Centre for Islamisk Stat bombet i Aleppo.                                                                     |
| 5. oktober 2015    | Aleppo, Raqqa                                       | Islamisk Stat                                         | Ukendt                            | Mere end 15 flyvninger. 10 angreb på Islamisk Stats stillinger i Aleppo og Raqqa.                                                                                         |
| 6. oktober 2015    | Palmyra                                             | Islamisk Stat                                         | 40 dræbt                          | Tilholdssted for Islamisk Stat i As Sukhnah, 28 km. fra Palmyra bombet. Køretøjer ødelagt og op til 40 militante meldes dræbt.                                            |
| 7. oktober 2015    | Idlib, Homs, Aleppo, Raqqa, Hama                    | Islamisk Stat                                         | Ukendt                            | Fire russiske krigsskibe affyrede i alt 26 krydsermissiler fra Det Kaspiske Hav over 1500 km ind over Iran og Irak efter aftale imod 11 mål for Islamisk Stat i Syrien.   |
| 8. oktober 2015    | Idlib, Latakia, Aleppo, Raqqa, Hama                 | Islamisk Stat · Jabhat al-Nusra                       | +100 dræbt                        | 60 mål bombet, primært i det nordlige Syrien. |
| 9. oktober 2015    | Aleppo, Raqqa                                       | Islamisk Stat                                         | Ukendt                            | 55 mål bombet i Syrien, herunder 29 mål for Islamisk Stat. |
| 10. oktober 2015   | Latakia, Aleppo, Raqqa                              | Islamisk Stat                                         | Ukendt                            | 60 mål bombet i Syrien. |
| 11. oktober 2015   | Homs ,Latakia, Hama                                 | Islamisk Stat                                         | Ukendt                            | 53 mål bombet i Syrien, bl.a. check points, forsyningslinjer og samlingspunkter.                                                                                          |
| 12. oktober 2015   | Aleppo, Raqqa, Idlib, Hama, Latakia                 | Islamisk Stat · Jabhat al-Nusra · Ahrar ash-Sham      | Massive ødelæggelser              | 86 mål bombet i Syrien, herunder flere mål for Islamisk Stat. |
| 13. oktober 2015   | Aleppo, Idlib, Hama, Latakia, Deir ez-Zor           | Islamisk Stat · Jabhat al-Nusra · Ahrar ash-Sham      | Massive ødelæggelser              | 40 mål bombet i Syrien, herunder infrastruktur, forskellige forsyningscentre, et mekanisk værksted for Islamisk Stats køretøjer nær Aleppo samt et våbenlager i Huraytan. |
| 14. oktober 2015   | Damaskus, Aleppo, Idlib, Hama, Deir ez-Zor          | Islamisk Stat · Jabhat al-Nusra                       | Ukendt                            | 33 mål bombet i Syrien, herunder fjendtlige missil-systemer på jorden. |
| 15. oktober 2015   | Damaskus, Aleppo, Idlib, Hama, Deir ez-Zor          | Islamisk Stat · Jabhat al-Nusra                       | Ukendt                            | 33 mål bombet i Syrien, herunder fjendtlige missil-systemer på jorden. |
| 16. oktober 2015   | Ukendt                                              | Ukendt                                                | Ukendt                            | Ukendt |
| 17. oktober 2015   | Damaskus, Aleppo, Hama, Latakia                     | Islamisk Stat · Jabhat al-Nusra                       | Ukendt                            | 51 mål bombet i Syrien, herunder 6 våbenlagre, et morter-batteri, to underjordiske bunkere og 32 feltpositioner.                                                          |
| 18. oktober 2015   | Damaskus, Aleppo, Idlib, Hama, Latakia              | Islamisk Stat · Jabhat al-Nusra                       | Ukendt                            | 49 mål bombet i Syrien, herunder to fjendtlige baser, tre våbenlagre og to underjordiske bunkere.                                                                         |
| 19. oktober 2015   | Damaskus, Aleppo, Idlib, Hama, Latakia, Deir al-Zor | Islamisk Stat · Jabhat al-Nusra                       | Ukendt                            | 60 mål bombet i Syrien, herunder en sprængstoffabrik og våbenlagre. |
| 20. oktober 2015   | Damaskus, Aleppo, Idlib, Deir al-Zor, Hama, Latakia | Islamisk Stat · Jabhat al-Nusra                       | Fjendtlige køretøjer ødelagt      | 83 mål bombet i Syrien, herunder opholdssteder og våbendepoter for Al-Nusra i Khan-Shaykhun og Aleppo samt Islamisk Stat positioner i Deir al-Zor.                        |
| 21. oktober 2015   | Damaskus, Aleppo, Idlib, Deir al-Zor, Hama, Latakia | Islamisk Stat · Jabhat al-Nusra                       | Ukendt                            | 72 mål for Al-Nusra og Islamisk Stat bombet i Syrien. |

### Jaysh al-Islam leder dræbt
Den 25. december 2015 blev lederen af terrorgruppen Jaysh al-Islam, Zahran Alloush, dræbt i et russisk luftangreb i Damaskus-regionen. 

## Kontroverser

### Tyrkisk nedskydning af russisk fly
Den 24. november 2015 nedskød tyrkiske F-16 jagere et russisk Su-24 jagerfly over det nordlige Syrien. En russisk pilot blev dræbt af militante på landjorden, imens navigatøren overlevede og blev sikret af et opsamlingsteam. Tyrkiet påstod efterfølgende, at det russiske fly havde krænket tyrkisk luftrum. Rusland benægtede beskyldningen og fordømte Tyrkiets handling som militær aggression. Efterfølgende indførte Rusland sanktioner imod Tyrkiet og ophævede ethvert militært samarbejde med tyrkisk militær.
Som konsekvens af den tyrkiske nedskydning opstillede russisk militær S-400 antiluftskyts missilsystemer ved deres base i Syrien med budskab om, at enhver trussel imod russisk militær vil blive tilintetgjort. Præsident Erdogan har siden beklaget uheldet og forholdet til Tyrkiet er normaliseret. 

### Russisk fly nedskudt under israelsk angreb
Den 17. september 2018 angreb israelske F-16 fly mål i Syrien, hvilket fik Syrien til at besvare ilden og skyde med S-200 antiluftskyts mod de israelske fly. Ved en fejl blev et russisk Il-18 fly ramt og nedskudt. 15 russiske soldater blev dræbt. Rusland beskyldte Israel for at bruge det russiske fly som dækning for syrisk antiluftskyts, hvilket fik Rusland til at opruste militært og modernisere Syriens luftforsvar med S-300 systemer og træning.

### International kritik
Ruslands intervention er blevet kritiseret af bl.a. USA, Frankrig og Saudi-Arabien for at ramme "fredelige" vestligt støttede oprørsstyrker og for at forværre konflikten.
Den 23. december 2015 fordømte Amnesty International den russiske intervention med beskyldninger om drab på civile og brug af såkaldte klyngebomber. 

## Galleri
- Russisk Su-24 i Latakia, Syrien, den 3. oktober 2015.
- Russisk Su-25 i Latakia, Syrien, den 3. oktober 2015.
- Kontrol af russisk Su-34 i Syrien.
- Russisk Su-34 letter i Syrien.
- Russisk Su-34 lander i Syrien.
- Russiske piloter i Syrien.